# Никола Чалъков (дипломат)
Вижте пояснителната страница за други личности с името Никола Чалъков.
Никола Вълкович Чалъков (Чалики) е български общественик, син на Вълко Куртович Чалъков – „Малкия чорбаджи Вълко“. По професия е джелепин. Наричан е „Първият дипломат от многобройния Чалъков род“.

## Биография
Никола Вълкович Чалъков (Чалики) е роден в Пловдив през 1819 г. Учи в гръцкото училище в Пловдив. През 1828 – 1836 г. е изпратен, заедно с брат си Атанас, да продължи образованието си в Париж, след като вече се е изучил в Пловдив. Слаед смъртта на бащата през 1837 г., заедно с другите си братя се устанивява да живее в родниятси град. Скоро след това Никола Вълкович Чалики заминава за Одеса, където учи на собствени разноски в Ришельовския лицей и получава руско поданство. От тогава са и близките му приятелски връзки с Найден Геров, които се запазват през целия им живот. Пак тогава влиза в обкръжението и на Георги Раковски, познанството му с когото започва от есента на 1841 г., когато на път от Одеса за България Никола Чалъков се отбива в Галац и Браила по комитетски дела.
В следващите години се занимава с джелеплък заедно с братовчед си Георгаки Стоянович Чалоглу. Заедно с брат си Атанас са доверени служители и съветници в търговските и откупвачески предприятия на Раковски, който в края на 40-те и началото на 50-те години откупува русуматите от Пловдивско, като прави опити да открие спиртна фабрика и проучва възможностите за откупуване на самоковските рудници. По време на Кримската война Никола, като руски поданик, е принуден да се махне от Османската империя и да бяга в Белград, където престоява около половин година. След смъртта на брат му Атанас и леля му Рада през 1837 г., със съдействието на австрийския консул в София Чалъков се завръща в Пловдив, за да се погрижи за семейството си, сполетяно от загубата на близките си и пострадало твърде много от непрестанните военновременни конфискации на имуществото им.
След края на войната Никола Чалъков изпълнява задълженията на драгоман при австрийското вицеконсулство в Пловдив през 60-те години на XIX век. По-късно е назначен за драгоманин (преводач) при руското вицеконсулство в Пловдив и има право да замества Найден Геров, когато той отсъства и изпълнява тази длъжност в продължение на 13 години от 1864 до 1877 г. Работата му е свързана с чести пътувания до Цариград и Одрин, където той е добре приет в руските дипломатически кръгове и се радва на благоразположението на генерал Николай Игнатиев. За своята добра служба е награден с почетен златен медал от руското правителство. По това време той съдейства за издаването на редица книги и е дарител на Цариградското българско читалище и на бедни ученици от Македония. Той взима и участие около новосъздадената българска община при българския храм „Свети Стефан“ в Цариград.
През 1876 г. Никола Чалики заедно с Найден Геров са обвинени в съучастие в Априлското въстание защото съставя за руското вицеконсулство обширни бележки относно грабежите и насилията над мирното население след разгрома му. Дейността му за запознаване на европейската и руската общественост с жестокостите при потушаването заслужава и благодарственото писмо от страна на българския екзарх Антим I.
След избухването на Руско-турската война, през април 1877 г. като руски поданик, въпреки протестите на европейските посланици в Стамбул, Никола Чалики е принуден от управляващите да напусне пределите на империята и заминава за Атина. През август 1877 г. е във Велико Търново, където е определен от княз Владимир Черкаски за касиер на комисията за подпомагане на бежанците, която устройва спасилилите се от Тракия българи в Шипка, Дряново, Габрово и пр. места, раздава им помощи във вид на храна и средства за преживяване.